# Takahagi (Ibaraki)

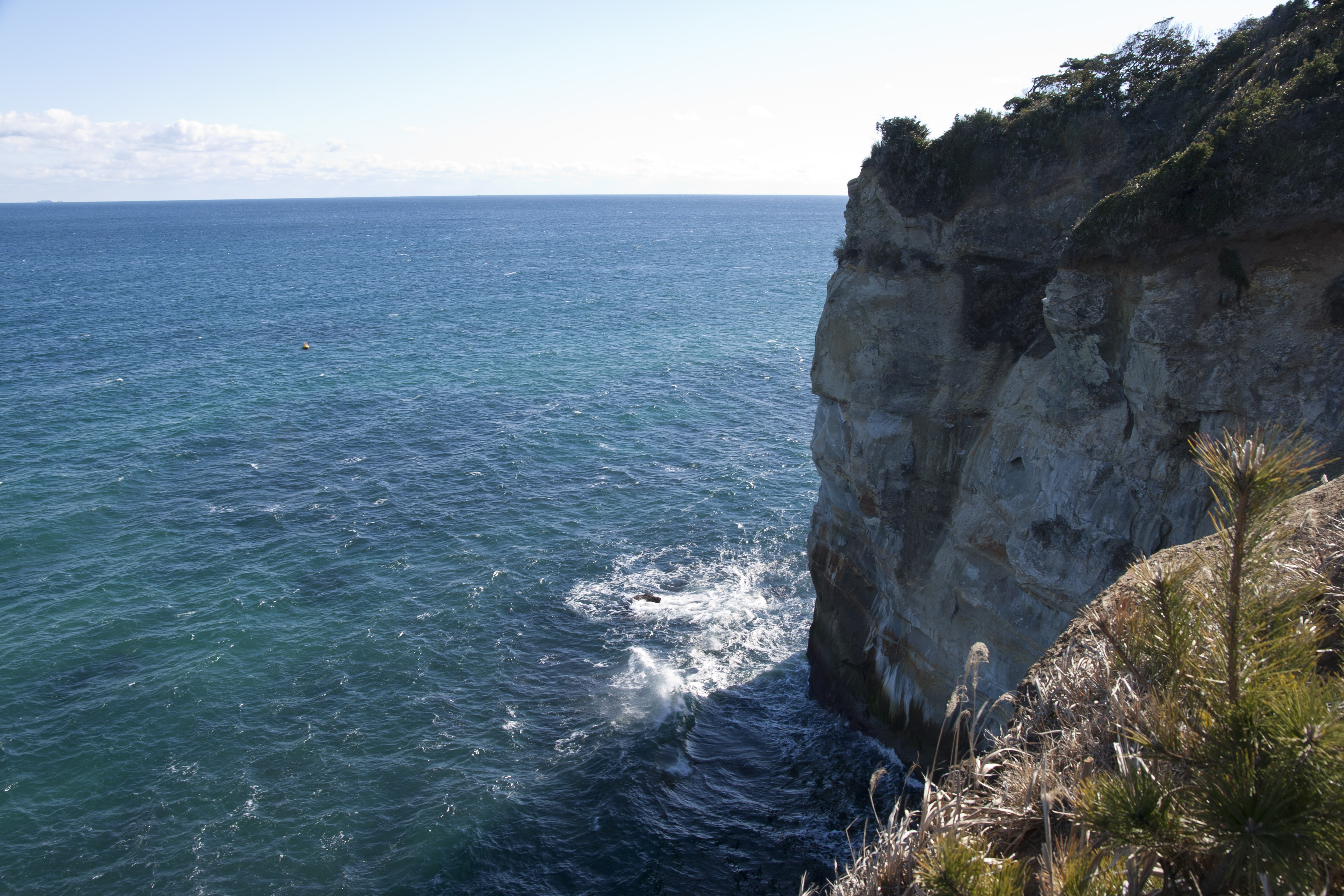
Costa de Takado

Takahagi (高萩市  Takahagi-shi?) es una  ciudad situada en la prefectura de Ibaraki, en Japón. Tiene una población estimada, a inicios de diciembre de 2022, de 26 651 habitantes.

## Creación de la ciudad
La ciudad fue fundada el 23 de noviembre de 1954.

## Geografía
La población se encuentra ubicada al noreste de la prefectura de Ibaraki. Al este tiene orillas en el océano Pacífico y limita al noroeste con la prefectura de Fukushima.
Su territorio limita con las ciudades de Hitachiōta, Hitachi, Kitaibaraki y Hanawa, esta última perteneciente a la prefectura de Fukushima.

## Sitios de interés
Una parte del Parque Natural de la Prefectura de Hanzono Hananuki se encuentra en los límites de la ciudad. El parque se extiende desde la presa Hananuki, a orillas del río Hananuki (Garganta de Hananuki). El panorama desde el puente colgante que pesa sobre el barranco es excelente, en particular en otoño, cuando las ramas de los árboles que crecen a lo largo del río sobresalen a la derecha y a la izquierda y es un túnel de hermosas hojas de colores. Una vista parecida se observa en la represa de Koyama y el río Ōkita.[cita requerida]
La ciudad cuenta con las represas hidroeléctricas de Hananukigawa I y II, Matsubara y Yokokawa.[cita requerida]
También se destaca la costa de Takado, en el océano Pacífico.

## Transporte
Por la Ruta Nacional 6 al sur, está comunicada con la capital de la prefectura, la ciudad de Mito.
Por la Ruta Nacional 461 al oeste, está comunicada con la capital de la prefectura de Tochigi, la ciudad de Utsunomiya. 
Dispone de la entrada “”Takahagi IC” de la autopista "Jōban Expressway" para desplazarse al suroeste a la metrópoli de Tokio; y por la misma autopista al norte, realizando empalme con las autopistas “Ban-etsu Expressway” y “Tōhoku Expressway” se llega a la capital de la prefectura de Fukushima, la ciudad de Fukushima.
Dispone de la estación “Takahagi Station“, para acceder a la vía férrea "Línea Jōban", a fin de desplazarse al sur a la ciudad de Mito.

## Galería de imágenes

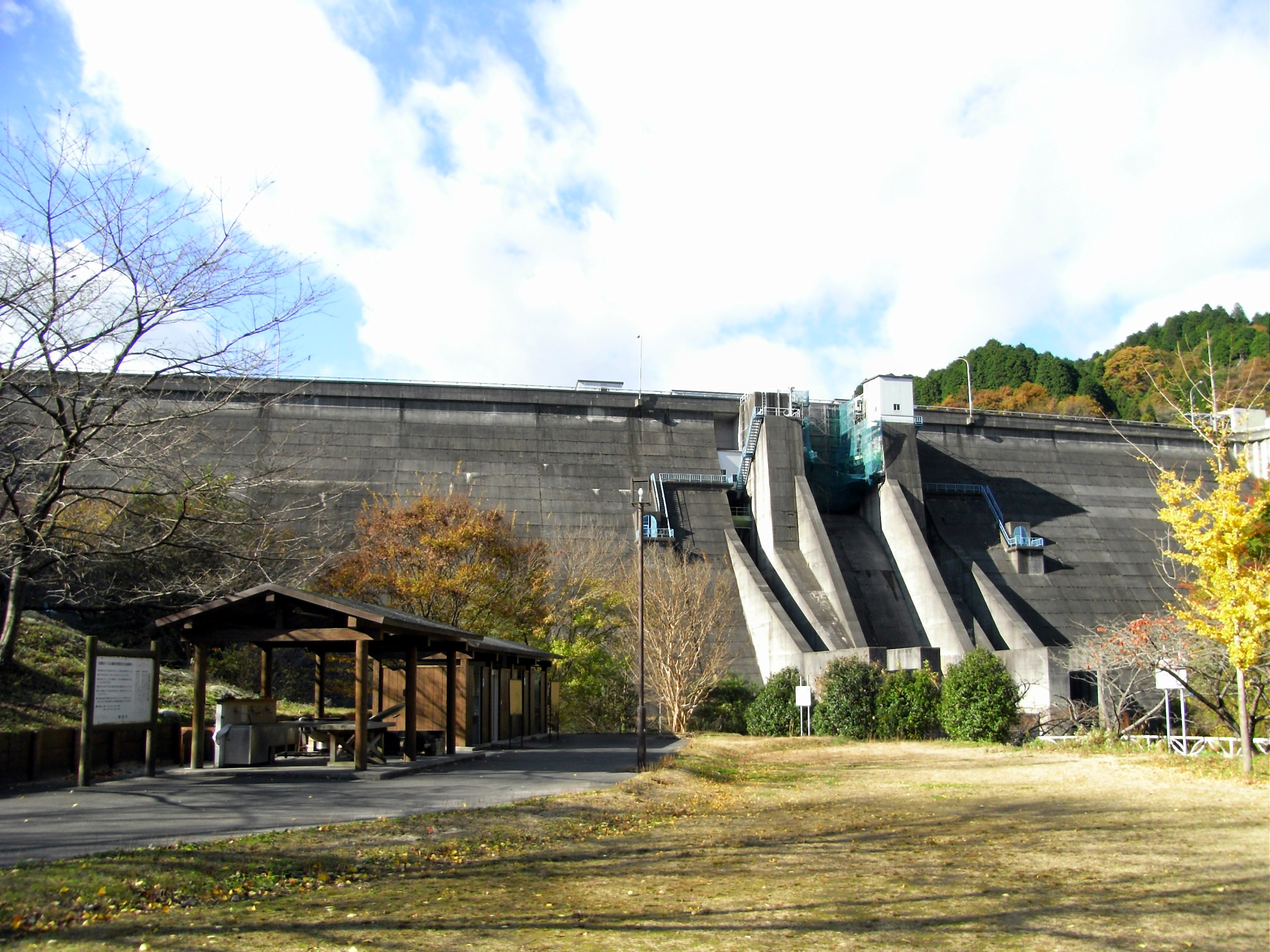
Represa Hananuki
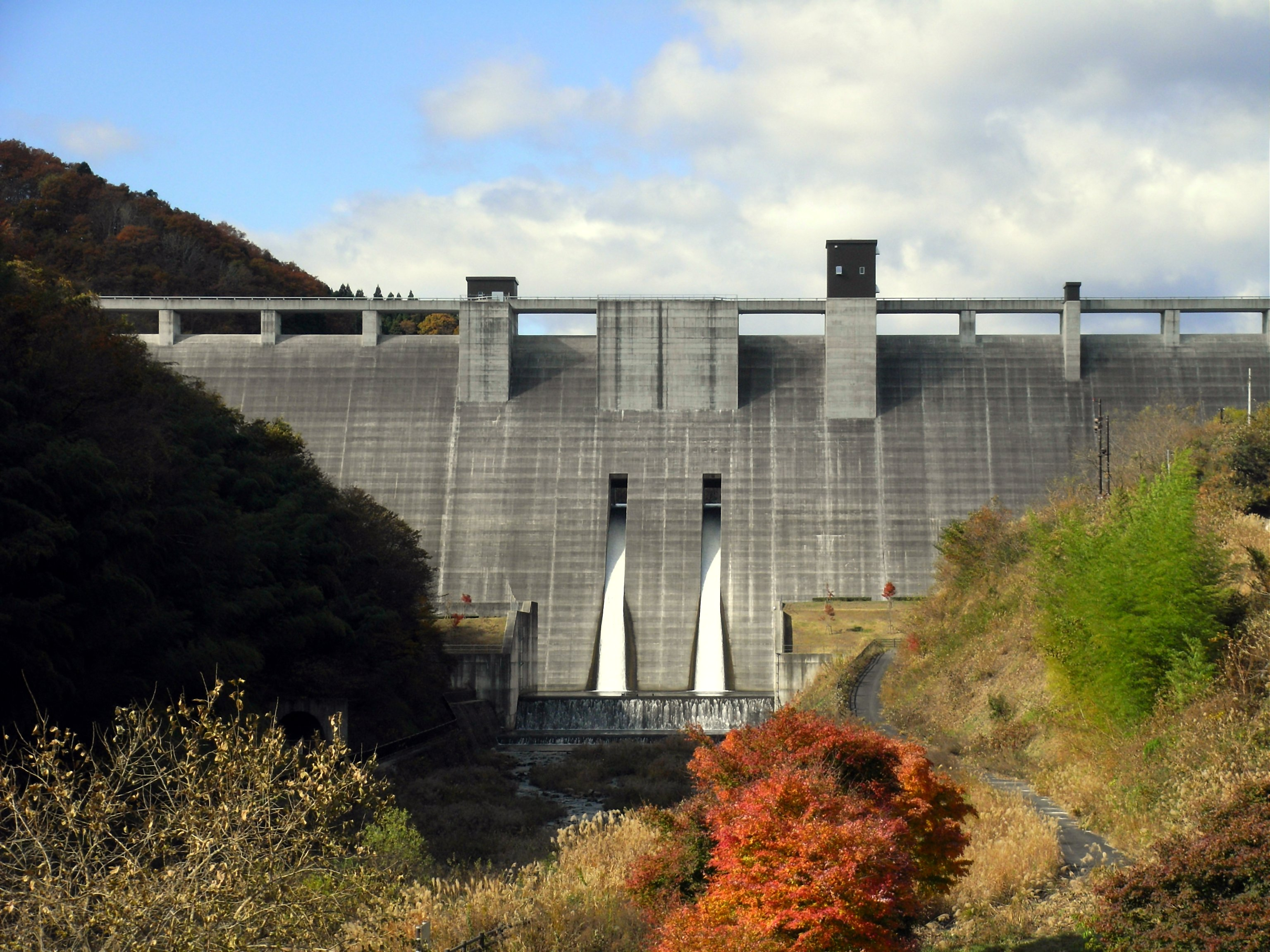
Represa Koyama
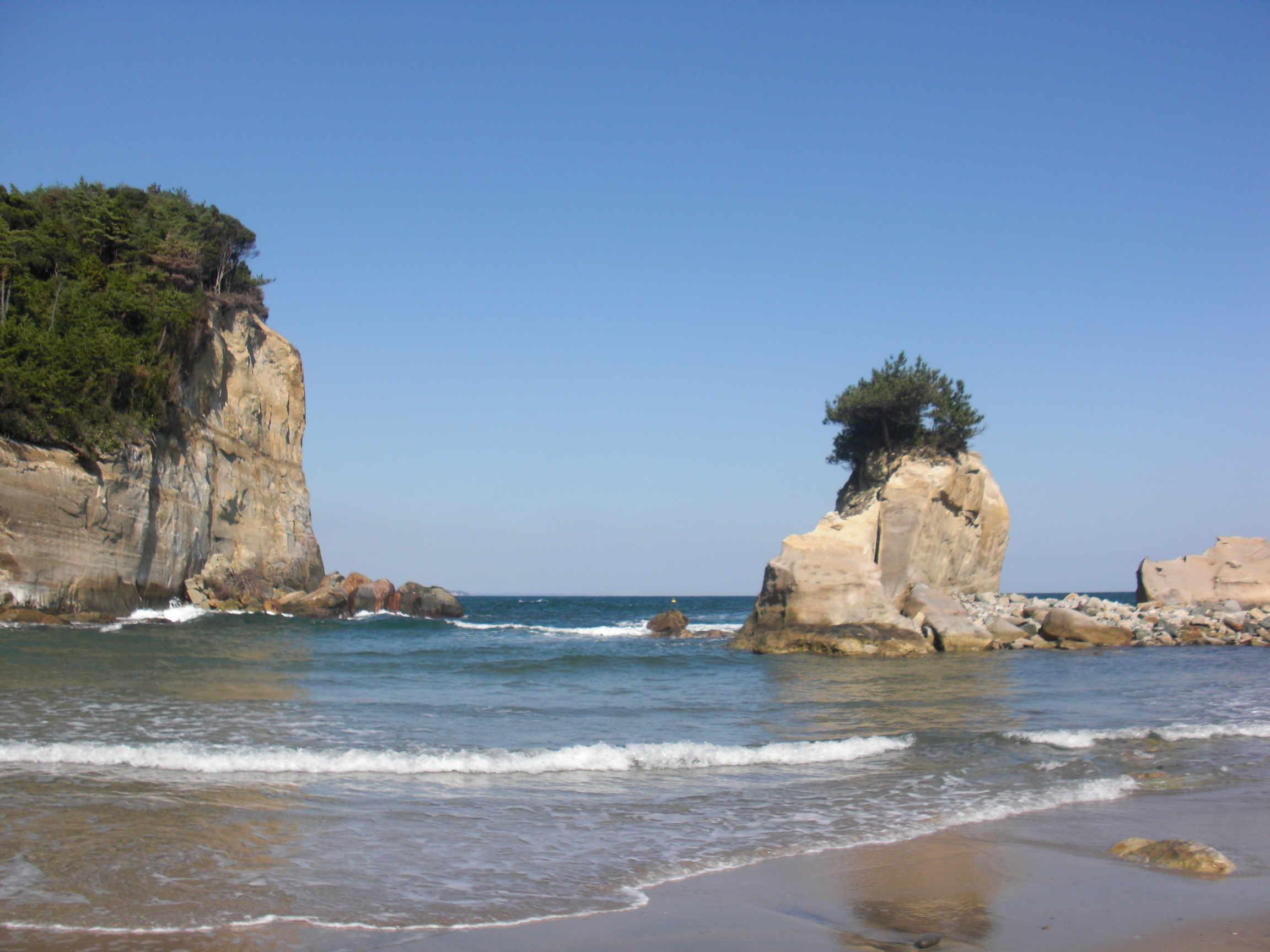
Costa de Takado